# Mugu (huyện)
Mugu (tiếng Nepal:मुगू) là một huyện thuộc khu Karnali, vùng Trung Tây Nepal, Nepal. Huyện này có diện tích 3535 km², dân số thời điểm năm 2001 là 43937 người.

## Dân số
Biến động dân số giai đoạn 1952-2001:
| Năm    | 1971  | 1981  | 1991  | 2001  |
| ------ | ----- | ----- | ----- | ----- |
| Dân số | 25718 | 43705 | 36364 | 43937 |